# Acantharctia tenuifasciata
Acantharctia tenuifasciata là một loài bướm đêm thuộc phân họ Arctiinae, họ Erebidae.